# Ratekau
Ratekau ist eine Gemeinde und eine Dorfschaft (siehe Dorfschaften) im Kreis Ostholstein in Schleswig-Holstein, zehn Kilometer nördlich von Lübeck gelegen. Benachbarte Orte sind im Süden Bad Schwartau und Lübeck, im Norden Timmendorfer Strand und Scharbeutz sowie im Westen Ahrensbök. Die Großgemeinde verfügt mit der A 1, der A 226 und der A 20 über gute Verkehrsanbindungen.

## Geografie
Die Gemeinde besteht aus Dörfern mit ländlichem Charakter, die zum Teil um den Hemmelsdorfer See herum in kurzer Entfernung zur Lübecker Bucht liegen. Von der Nähe zu Lübeck profitieren auch Gewerbegebiete und Neubausiedlungen. Die größten Dorfschaften der Gemeinde sind Sereetz, Ratekau, Pansdorf und Techau. Im Gemeindegebiet gibt es seit August 2015 das Naturschutzgebiet Sielbektal, Kreuzkamper Seelandschaft und umliegende Wälder.

## Dorfschaften
Einwohnerzahlen 2019:
- Grammersdorf/Wilmsdorf, 58/36 Einwohner
- Häven, 97 Einwohner
- Hobbersdorf, 74 Einwohner
- Luschendorf, 430 Einwohner
- Offendorf/Kreuzkamp, 217/258 Einwohner
- Ovendorf, 252 Einwohner
- Pansdorf, 3533 Einwohner
- Ratekau, 3919 Einwohner
- Rohlsdorf, 91 Einwohner
- Ruppersdorf/Neuhof, 65/36 Einwohner
- Sereetz, 4274 Einwohner
- Techau, 1698 Einwohner
- Warnsdorf, 365 Einwohner

## Geschichte

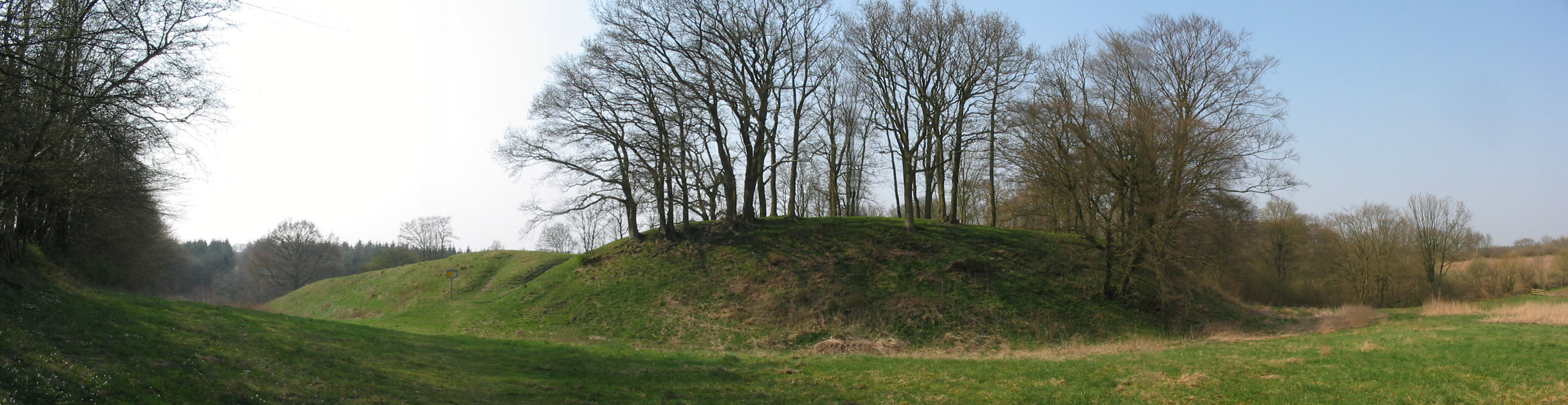
Blocksberg bei Pansdorf

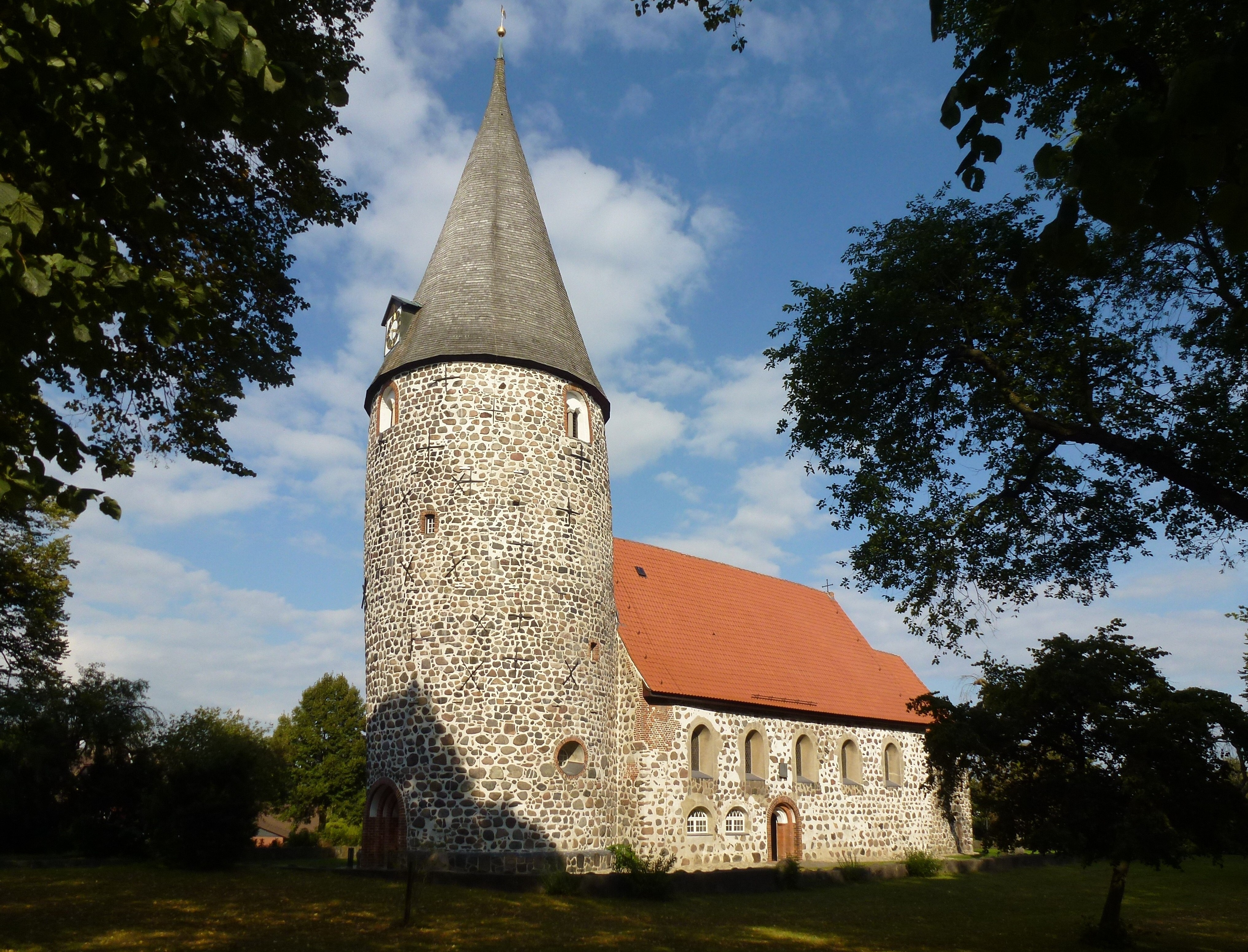
Die Feldsteinkirche in Ratekau, Vorderansicht

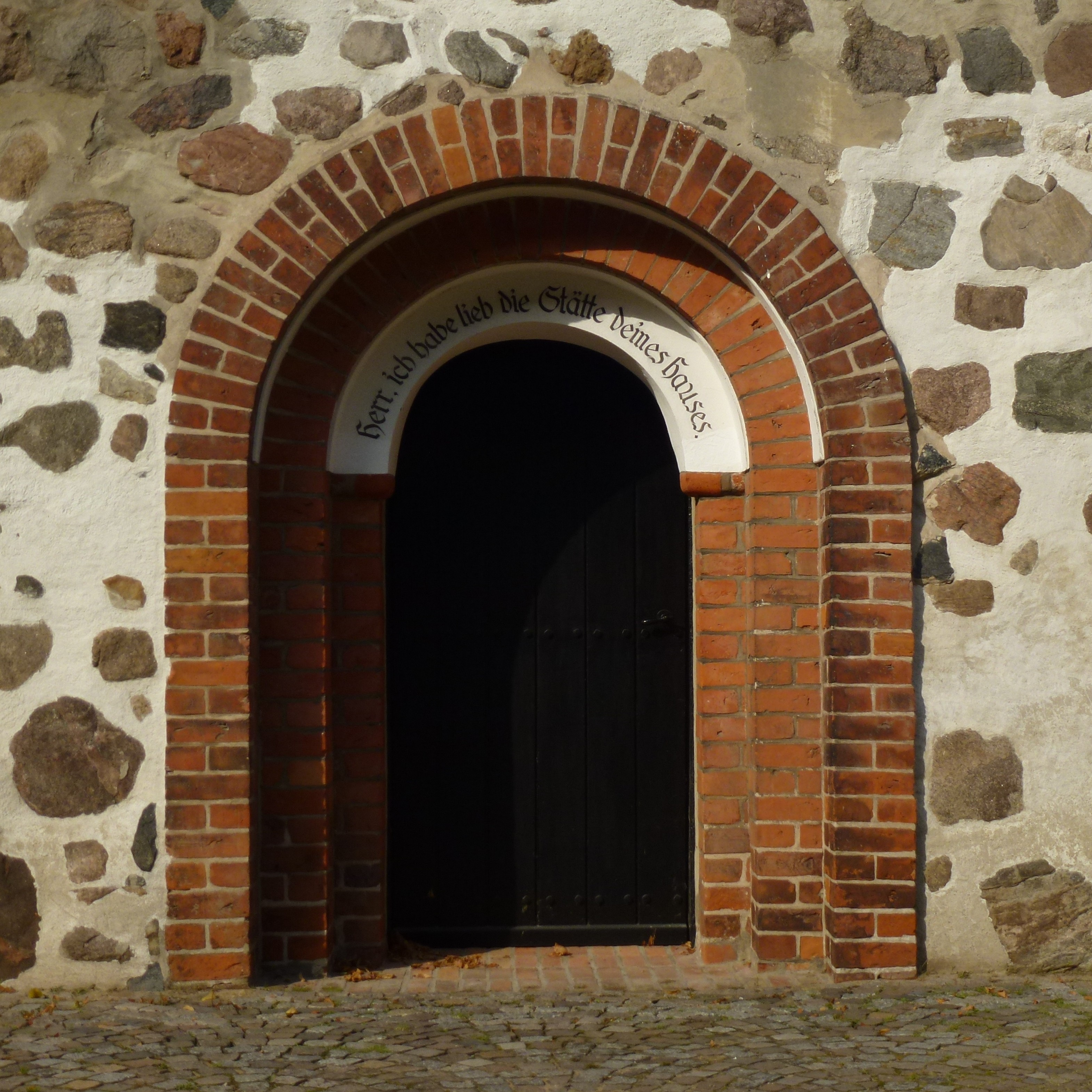
Feldsteinkirche, Seitentor

- Im Gebiet der Gemeinde Ratekau befinden sich Spuren jungsteinzeitlicher Besiedelung in Form von Grabhügeln, z. B. der Grellberg, ein (unbenannter) Grabhügel bei Pansdorf und das Langbett Langenrehm bei Kreuzkamp.
- Ratekau lag früher im Siedlungsgebiet der Wenden, die Dörfer waren wie im Hannoverschen Wendland als Rundlinge angelegt. Im Ort Pansdorf gibt es Reste eines slawischen Burgwalls, den Blocksberg.
- Nach der Missionierung entstanden weitere Befestigungen, von denen noch die Reste der Wehranlage in Hobbersdorf, der Burg im Ruppersdorfer See, der Burghügel in Offendorf und der Burg Gosefeld bei Niendorf erhalten sind.
- Im Zuge der Missionierung entstand die Ratekauer Feldsteinkirche. Es ist eine Rundturmkirche, die zu den so genannten Vizelin-Kirchen (weitere finden sich in Bornhöved, Bosau und Süsel) gehört.
- Am 7. November 1806, nach der Schlacht bei Lübeck tags zuvor, kapitulierte in Ratekau eine preußische Armee unter Generalleutnant Fürst Blücher mit gut 9000 Mann vor der Übermacht der Truppen Napoleons (siehe auch Blüchereiche in Ratekau). Blücher selbst schrieb den Ortsnamen im Protokoll der Kapitulation „Radkau“.[4] Infolgedessen wurde das Dorf Ratekau in zeitgenössischen Berichten, aber auch in der historischen Literatur, eher als „Radkau“ bekannt als unter seinem heutigen Namen.
- Im Jahr 1934 entstand die Gemeinde Ratekau durch Zusammenlegung der Gemeinden Ost-Ratekau und West-Ratekau aufgrund des oldenburgischen Vereinfachungsgesetzes.
- Im Gemeindeteil Pansdorf befanden sich während des Zweiten Weltkrieges zwei Zwangsarbeiterkommandos.[5]
- 1945 wurden Groß Timmendorf, Klein Timmendorf, Hemmelsdorf und Niendorf durch die britische Militärregierung aus der Gemeinde Ratekau ausgegliedert und die neue Gemeinde Timmendorfer Strand gebildet.
- In den Baracken der Ziegelei war nach dem Krieg ein Jugendaufbauwerk untergebracht.
- Relikte des Kalten Kriegs sind Sprengschächte beiderseits der Bundesautobahn A1 auf dem Standstreifen um die Ausfahrt Sereetz. Die zugehörigen fünf Pioniersperrmittelhäuser (Sprengstoffbunker) stehen in der Nähe des Blocksbergs und sind heute Behausung für Fledermäuse.

## Ausgliederungen
Am 1. Januar 1971 wurde ein Gebiet mit damals etwa 30 Einwohnern an die Nachbargemeinde Haffkrug-Scharbeutz abgetreten.

## Politik

### Gemeindevertretung
| Gemeindewahl Ratekau 2023 %403020100 31,8 %27,9 %19,9 %13,1 %7,2 % CDUBfGbSPDGrüneFDPGewinne und Verlusteim Vergleich zu 2018 %p 8 6 4 2 0 −2 −4 −6 −8−10−12+1,4 %p+4,0 %p−10,3 %p−2,4 %p+7,2 %pCDUBfGSPDGrüneFDPAnmerkungen:b Bürger fürs Gemeinwohl | Sitzverteilung in der Gemeindevertretung Ratekau ab 2023Insgesamt 27 Sitze - SPD: 5 - Grüne: 4 - BfG: 7 - FDP: 2 - CDU: 9 |

Der von der Gemeindevertretung gewählte Bürgervorsteher ist Daniel Thomaschewski.
Der Bürgermeister ist Thomas Keller.

## Wappen
Blasonierung: „Über blauem Schildfuß, darin eine goldene Garbe, in Gold rechts eine grüne Eiche, an der unten ein silberner Stein lehnt, links eine eintürmige silberne Kirche mit roten Dächern; darüber zwei auswärts geneigte schwarze Ähren.“
Die Hauptsatzung der Gemeinde beschreibt eine gelegentlich verwendete Version des Wappens mit leicht abgewandeltem Schildfuß.
Die Wappenfiguren stellen die Vizelin-Kirche, die Blüchereiche und den dazugehörigen Gedenkstein dar, welcher 1856 errichtet wurde und an die Kapitulation von Gebhard Leberecht von Blücher 1806 vor den napoleonischen Truppen erinnern soll.
Das Wappen wurde nach dem Zweiten Weltkrieg in Ermangelung von Dienstsiegeln, die frei von nationalsozialistischen und kaiserlichen Symbolen sind, von der Gemeinde gewählt und von der britischen Militärregierung genehmigt.

## Schulen und Bildung
Die Gemeinde Ratekau ist Schulträger folgender Schulen:
- Grundschule Otfried-Preußler-Schule, Pansdorf, Schulkoppel (Zusammenlegung der Grundschulen Techau und Pansdorf 2012, Schließung des Standortes Techau 2018) 161 Schüler in 9 Klassen
- Grundschule Ratekau, Bäderstraße, 197 Schüler in 9 Klassen
- Grundschule Achim-Bröger-Schule, Sereetz, Schulstraße, 146 Schüler in 7 Klassen
- Gemeinschaftsschule mit Oberstufe César-Klein-Schule, Ratekau, Preesterkoppel, 801 Schüler in 35 Klassen

Schülerzahlen aus dem Schuljahr 2019/2020
Sonstige Bildungseinrichtungen:
- Volkshochschule Ratekau, Im Grund

## Verkehr

### Straßenverkehr

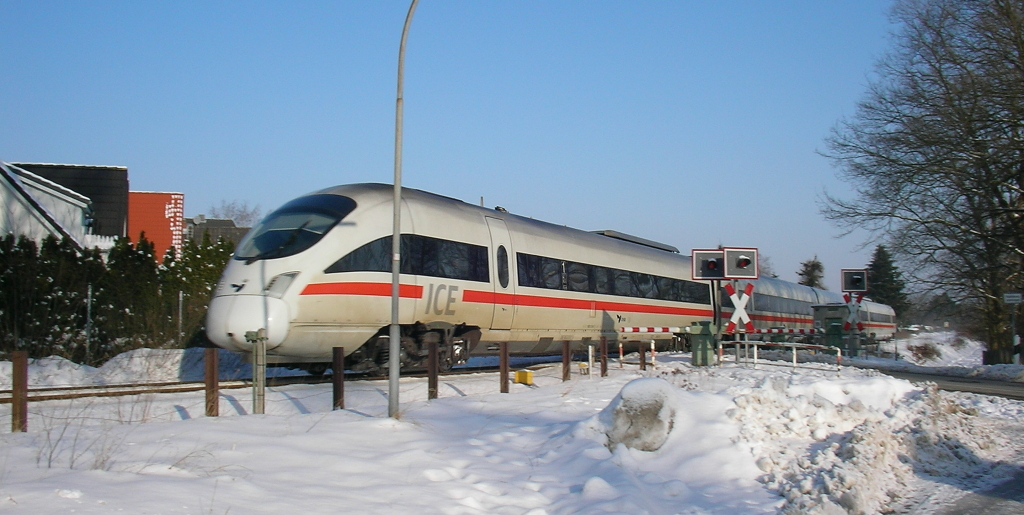
ICE der Vogelfluglinie am Bahnübergang Sereetzer Weg, wo ein neuer Haltepunkt Ratekau für 2012 geplant war

Die Ortschaften der Gemeinde Ratekau sind über ein gut ausgebautes Netz an Landstraßen und Fahrradwegen miteinander verbunden. Die Anbindung an den Fernverkehr geschieht hauptsächlich über die Bundesautobahn 1.
Bis Ende der 1960er Jahre endete die A 1 am südlichen Rand der Gemeinde kurz vor der Blüchereiche in Ratekau. Der Fernverkehr wurde dann über die Bundesstraße 207 weiter in Richtung Norden geleitet. Seit Anfang der 1970er Jahre ist die A 1 nordwärts weitergeführt und hat die drei Anschlussstellen Pansdorf (Nr. 17), Ratekau (Nr. 18) und Sereetz (Nr. 19) auf dem Gebiet der Gemeinde erhalten. In den Sommermonaten dient vor allem die Abfahrt Ratekau zahlreichen Tagestouristen aus Hamburg zum Erreichen der Ostsee. Die Bundesstraße 207 wurde Ende der 1990er Jahre zur Landesstraße herabgestuft.

### Schienenverkehr
Das Gebiet der Gemeinde wird von den Bahnstrecken Lübeck–Puttgarden (Vogelfluglinie) und Lübeck–Kiel durchquert. Einziger Bahn-Haltepunkt der Gemeinde ist der im Jahr 2000 reaktivierte Bahnhof Pansdorf. Ein zweiter Bahnhof am nördlichen Rande des Ortes Ratekau ist seit 1968 stillgelegt. Zur Jahrtausendwende gab es Überlegungen, auch diesen Bahnhof zu reaktivieren. Wegen seiner ungünstigen Lage zum Ort wurde aber ein Neubau näher an den Wohngebieten des Dorfes für sinnvoller erachtet. Die Inbetriebnahme des neuen Haltepunktes Ratekau war für 2012 geplant, wurde aber wegen des neuen Hinterlandausbaus zur festen Fehmarnbeltquerung nicht mehr realisiert. Stattdessen soll Ratekau ab 2028 zusammen mit Timmendorfer Strand einen gemeinsamen Regional- und IC-Bahnhof südlich der heutigen Autobahnabfahrt Ratekau erhalten. Die bisherige Eisenbahntrasse, die durch das Dorf führt, soll mit Inbetriebnahme der neuen, um das Dorf herum geführten Trasse voraussichtlich 2028 stillgelegt werden.

## Sport
Mit dem SV Sereetz und dem TSV Pansdorf stellte die Gemeinde zwei Vereine, die in den 1990er-Jahren an der Fußball-Oberliga Nord teilnahmen. Neben Kiel, Lübeck und Flensburg ist Ratekau damit eine von nur vier Gemeinden im Schleswig-Holsteinischen Fußballverband, die mit mehreren Vereinen in überregionalen Spielklassen vertreten waren. Im Frauenfußball wurde der TSV Ratekau – teils in einer Spielgemeinschaft mit dem NTSV Strand 08 – vier Mal Schleswig-Holsteinischer Fußballmeister, verzichtete jedoch stets auf den Aufstieg in die Regionalliga.
Darüber hinaus gehörten die Nachwuchshandballerinnen des TSV Ratekau 2013/14 der ersten Saison der neu gegründeten A-Juniorinnen Handball-Bundesliga an.

## Sehenswürdigkeiten
- Ratekauer Feldsteinkirche

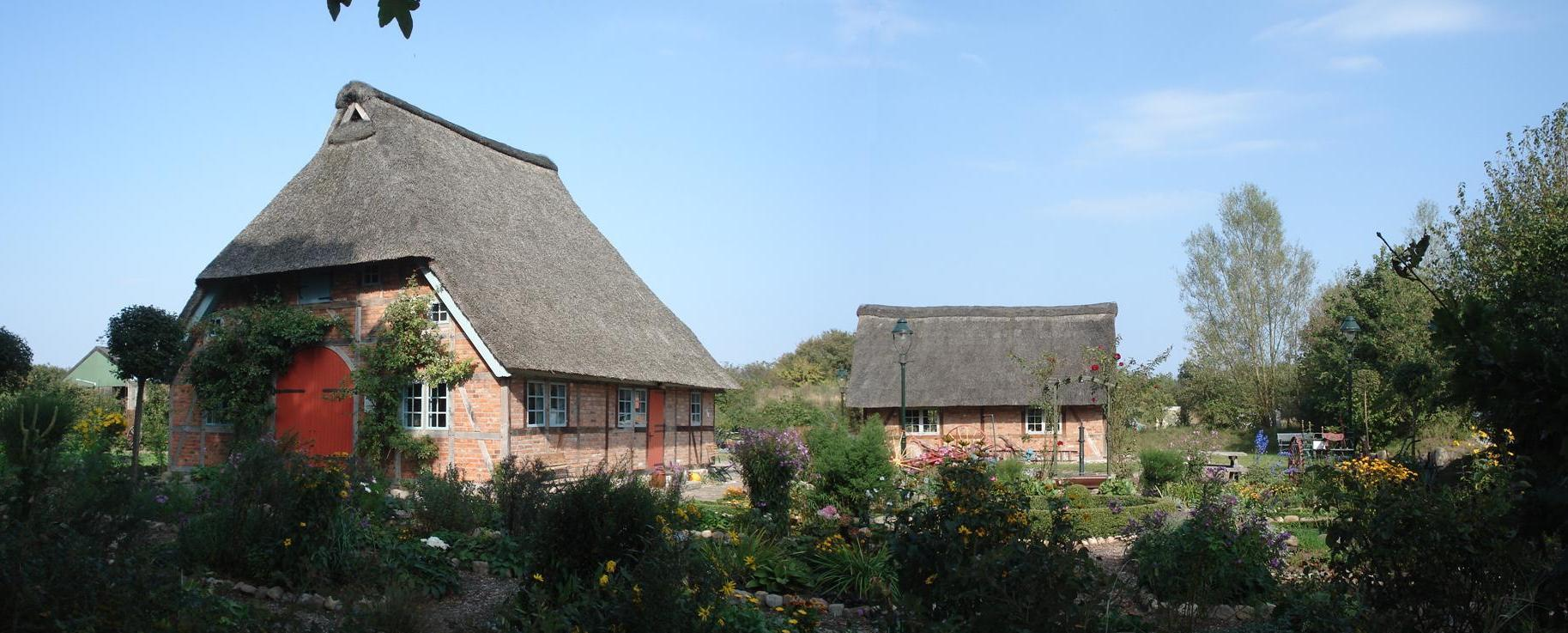
Dorfmuseum Ratekau

- Das Dorfmuseum Ratekau wurde 2000 in einer in Luschendorf abgebauten und in Ratekau wieder aufgebauten reetgedeckten Fachwerk-Räucherkate eröffnet und später um weitere Gebäude sowie einen Bauerngarten ergänzt. Gezeigt wird unter anderem eine Sammlung landwirtschaftlicher, handwerklicher und hauswirtschaftlicher Geräte.[16]
- In Warnsdorf wurde 2014 ein Karls Erlebnis-Dorf eröffnet.

## Persönlichkeiten
- Adolph Heinrich Eckermann (1778–1850), von 1808 bis 1850 Pastor in Ratekau
- Joachim Hossenfelder (1899–1976), NSDAP-Mitglied seit 1929, 1932 Mitbegründer der „Deutschen Christen“, vom 6. September 1933 bis zu seiner Absetzung im Dezember 1933 „Bischof von Brandenburg“, Geistlicher Vizepräsident des preußischen Evangelischen Oberkirchenrates sowie Mitglied der Reichskirchenregierung, von 1954 bis 1969 Pastor der Ev.-Luth. Kirchengemeinde in Ratekau.
- César Klein (1876–1954), Maler, Grafiker und Bühnenbildner.
- Bastian Sick (* 1965), Journalist und Sachbuchautor.
- Volker Grabowsky (* 1959), Historiker und Südostasienwissenschaftler
- Max Steen (1898–1997), Lehrer und Heimatforscher.
- Amandus Weinreich (1860–1943), geboren in Offendorf, Pastor und Hochschullehrer